# Dicranomyia (Dicranomyia) punctipennis occidentalis
Dicranomyia (Dicranomyia) punctipennis occidentalis is een ondersoort van de tweevleugelige Dicranomyia (Dicranomyia) punctipennis uit de familie steltmuggen (Limoniidae). De ondersoort komt voor in het Australaziatisch gebied.